# Fredrik Ljungberg
Karl Fredrik Ljungberg (født 16. april 1977 i Vittsjö, Sverige) er en  tidligere svensk fodboldspiller. Han er bedst kendt for et langvarigt ophold hos Arsenal F.C. i England, hvor han var med til at vinde adskillige titler.
Han har en højde af 176 cm og vejer 75 kg. Han er hovedsageligt midtbanespiller.

## Karriere
I 1982 havde han sin første træning med Halmstads BK og fik sin debut for holdet mod AIK i 1994, hvorefter han i 1995 scorede sit første mål i Allsvensken. I 1996 fik han sin debut på det svenske U/21-landshold, og blot to år senere fik han debut for det svenske A-landshold mod USA, hvorefter han blev solgt til Arsenal for 3 mio. pund og fik sin debutkamp i Premier League mod Manchester United. I 2006 blev han anfører for det svenske landshold.

### Priser
- 1998 Svenske FA pris for "Årets Bedste Midtbanespiller"
- 1998 Svenske FA "People's Choise"-pris
- 1998 Fjerdeplads i "verdens mest sexede mænd" i den svenske udgave af Elle
- 2000 Månedens Arsenal FC-spiller (januar og februar)
- 2000 Andenplads i Arsenal FC Dreamcast Player of the Season-konkurrence
- 2000 AFCi Awards "Most Improved Arsenal Player" i sæsonen 1999–2000
- 2000 Andenplads i AFCi Awards "Arsenal Player of the Season"
- 2002 Vinder af Guldbollen, prisen for årets bedste svenske fodboldspiller
- 2006 Vinder af Guldbollen, prisen for årets bedste svenske fodboldspiller